# Krzysztof Penderecki
Krzysztof Eugeniusz Penderecki (Dębica, 23 november 1933 – Krakau, 29 maart 2020) was een Pools componist, dirigent en muziekpedagoog. Zijn werken staan als postserieel bekend en hij is vooral bekend geworden door zijn dissonante klankcomposities. Hij werd gezien als een van de toonaangevende componisten van de Poolse avant-garde, soms werd hij ook laat-moderne klassieker genoemd. Op latere leeftijd heeft hij zich ook van andere stijlen bediend.
Penderecki was een van de weinige eigentijdse componisten van de avant-garde die brede bekendheid hebben gekregen. Een mijlpaal was de in 1961 voltooide Trauermusik für die Opfer von Hiroshima (Threnos), voor 52 strijkinstrumenten en gedeeltelijk in grafische notatie, die zich in het vervolg tot een standaard voor vele avantgardistische composities ontwikkeld heeft. De werken van Penderecki zijn gebruikt in enkele internationaal bekende films, waarbij vooral regisseurs van horror een liefde bleken te hebben voor de grootschalige, onheilspellende orkestklanken die kenmerkend zijn voor zijn vroege oeuvre.

## Levensloop
Door zijn vader kwam hij al vroeg met muziek in aanraking. Hij kreeg als kind viool- en pianoles. Later studeerde hij compositie aan de Staatshogeschool voor Muziek in Krakau bij Artur Malawski en Stanislaw Skolyszewski, alsook privé bij Franciszek Skolyszewski. Tegelijkertijd studeerde hij aan de universiteit van Krakau ook filosofie, kunst- en literatuurgeschiedenis.
In 1958 voltooide hij zijn studie en werd hij docent voor compositie aan de Muziekacademie Krakau; van 1972 tot 1987 was hij er tevens directeur. Van 1966 tot en met 1968 was hij eveneens docent aan de Folkwang Hochschule in Essen, Duitsland. Hij heeft talrijke onderscheidingen en prijzen op zijn naam staan. Halverwege de jaren zeventig werd Penderetsky professor aan de Yale School of Music.
In 2006 kreeg hij een eredoctoraat van de Universiteit van Münster.
Penderecki overleed op 29 maart 2020 op 86-jarige leeftijd, na een lange ziekte.

## Composities

### Werken voor orkest

#### Symfonieën
- 1972-1973: Symfonie nr. 1
- 1979-1980: 2e symfonie (Christmas Symphony) voor orkest
- 1988-1995: 3e symfonie voor orkest
- 1989: Adagio - 4e symfonie voor groot orkest (opdracht van het staatssecretariaat belast met internationale culturele relaties en van Radio France, voor het Orchestre National de France, in het kader van het tweehonderdjarig bestaan van de Universele Verklaring van de Rechten van de Mens)
- 1991-1992: 5e symfonie voor orkest
- 1995: Adagio uit de 3e Symfonie voor orkest
- 1997: 7e symfonie - Die sieben Tore von Jerusalem
- 2005: 8e symfonie - Lieder der Vergänglichkeit voor drie solisten, gemengde koor en groot orkest.
- 2008-2017: 6e symfonie (Chinese Poems) voor bariton en orkest.

#### Werken voor strijkorkest
- 1959: Uitvloeisels (Emanationen) voor twee strijkorkesten
- 1960-1961: Threnos (Threnodie) - Den Opfern von Hiroshima voor 52 strijkers
- 1961: Polymorphia voor 48 strijkers
- 1962: Kanon voor strijkorkest
- 1963: Drei Stücke im alten Stil, naar muziek van de film Die Handschrift von Saragossa, voor strijkorkest
- 1973: Intermezzo voor 24 strijkers
- 1992: Sinfonietta per archi
- 1996-1997: Serenade voor strijkorkest: Passacaglia (1996), Larghetto (1997);
- 1994: Agnus Dei uit het Pools Requiem (1980/84) voor strijkorkest
- 1998: De profundis uit de "Seven Gates of Jerusalem" voor strijkorkest
- 2005: Pools Requiem: Chaconne, een toevoeging aan het Pools Requiem.

#### Werken voor soloinstrumenten en orkest
- 1961: Fonogrammi voor fluit en kamerorkest
- 1964: Capriccio voor hobo en elf strijkers
- 1964: Sonata voor cello en orkest
- 1966-1967: Concerto voor violine grande en orkest
- 1967: Capriccio voor viool en orkest
- 1971: Partita voor concerterend klavecimbel, elektrische gitaar, basgitaar, harp, contrabas en orkest
- 1973: Celloconcert; een bewerking van het Concerto voor violine grande;
- 1976-1977: Concerto voor viool en orkest
- 1982: Concerto voor cello en orkest nr. 2
- 1983: Concerto voor altviool (cello/klarinet) en orkest
- 1987: Lied van de Cherubijnen
- 1992: Concerto voor fluit (klarinet) en kamerorkest
- 1992-1995: Metamorphosen, concert voor viool en orkest nr. 2
- 1994: Sinfonietta nr. 2 voor klarinet en strijkers
- 2000: Muziek voor blokfluiten, marimbafoon en strijkers
- 2000-1901: Concerto Grosso voor drie celli en orkest
- 2001-2002: Concert voor piano en orkest
- 2008: Winterreise, concert voor hoorn en orkest

#### Andere werken
- 1959-1960: Anaklasis voor 42 strijkers en slagwerkgroepen; première door het omroeporkest van de Südwestfunk, o.l.v. Hans Rosbaud bij de Donaueschinger Musiktage 1960
- 1961-1962: Fluorescenties voor orkest
- 1966: De natura sonoris nr. 1 voor orkest
- 1971: Prélude voor blazers, slagwerk en contrabassen; première door het Radio Blazerensemble, o.l.v. Hans Vonk, tijdens het Holland Festival op 4 juli 1971
- 1971: De natura sonoris nr. 2 voor orkest
- 1974: "Als Jakob erwachte aus dem Schlaf, sah er, daß Gott dagewesen war. Er hat es aber nicht bemerkt" voor orkest
- 1979: Adagietto uit "Paradise Lost" voor orkest
- 1994: Muziek uit "Ubu Rex" voor orkest;
- 2003 Fanfarria Real voor orkest

### Werken voor harmonieorkest
- 1967 Pittsburgh Ouverture, voor symfonisch blaasorkest
- 1994 Entrata voor 4 hoorns, 3 trompetten, 3 trombones, tuba en pauken
- 1995 Burleske Suite aus "Ubu Rex" voor groot harmonieorkest
- 1998 Luzerner Fanfare voor 8 trompetten en slagwerk
- 2008 Danziger Fanfare, voor 4 trompetten, 4 hoorns, 4 trombones, tuba, pauken en 3 slagwerkers

### Werken voor jazzensemble
- 1971: Actions voor Jazzensemble

### Muziektheater

#### Opera's
| Voltooid in | titel                                                           | aktes   | première                                          | libretto                                                                                                   |
| ----------- | --------------------------------------------------------------- | ------- | ------------------------------------------------- | --- |
| 1968-1969   | Diabły z Loudun (Die Teufel von Loudun); (The Devils of Loudun) | 3 aktes | 20 juni 1969, Hamburg, Staatsoper                 | Van de componist zelf, naar "The Devils of Loudun" van Aldous Huxley, in de dramatisering van John Whiting |
| 1976-1978   | Raj utracony (Paradise Lost); Sacra Rappresentazione            | 2 aktes | 29 november 1978, Chicago, Lyric Opera            | Christopher Fry, op tekst van John Milton                                                                  |
| 1984-1986   | Czarna maska (Die schwarze Maske)                               | 1 akte  | 15 augustus 1986, Salzburg, Salzburger Festspiele | Harry Kupfer en Krzysztof Penderecki, naar een toneelstuk van Gerhart Hauptmann                            |
| 1990-1991   | Król Ubu (Ubu Rex)                                              | 2 aktes | 6 juli 1991, München, Bayerische Staatsoper       | Jerzy Jarocki en Krzysztof Penderecki, naar het toneelstuk «Ubu le Roi» van Alfred Jarry                   |

### Koor a capella
- 1962: Stabat Mater uit de Lukas Passion voor 3 gemengde koren (SATB) a capella
- 1965: Miserere uit de Lukas Passion voor jongerenkoor ad libitum en 3 gemengde koren (ATB) a capella
- 1965: In Pulverem Mortis uit de Lukas Passion voor 3 gemengde koren (SATB) a capella
- 1972: Ecloga VIII (Vergili "Bucolica") voor 6 mannenstemmen (AATBBB) a capella
- 1981: Agnus Dei uit het Pools Requiem voor gemengd koor (SSAATTBB) a capella
- 1986: Ize cheruvimi (Song of Cherubim/ Cherubinischer Lobgesang) – Oudkerkslavisch met Engelse transcriptie voor gemengd koor (SSAATTBB) a capella
- 1987: Veni creator (Hrabanus Maurus) voor gemengd koor (SSAATTBB) a capella
- 1992: Benedicamus Domino (Organum und Psalm 117) voor 5-stemmig mannenkoor (TTTBB) a capella (lat.)
- 1993: Benedictus voor gemengd koor (SATB) a capella
- ????: De profundis (Psalm 129, 1-3) uit Seven Gates of Jerusalem (1996) voor 3 gemengde koren (SATB) a capella

### Zang en instrumentaal ensemble of orkest
- 1959: Strophen voor sopraan, spreekstem en 10 instrumenten op originele teksten van Menander, Sophocles, Jesaja, Jeremia en Omar Khayyám

### Koor en orkest
- 1958: Uit de psalmen van David voor gemengd koor (SATB) en instrumenten - Psalm 28, Psalm 30, Psalm 43 en Psalm 143;
- 1959-1961: Dimensionen der Zeit und Stille voor 40-stemmig gemengd koor, slagwerkgroepen en strijkers
- 1964: Cantata in honorem Almae Matris Universitatis Iagellonicae sescentos abhinc annos fundatae voor 2 gemengde koren en orkest
- 1970-1973: Canticum Canticorum Salomonis voor 16-stemmig gemengd koor, kamerorkest en een danspaar (ad lib.)
- 1997: Hymne an den heiligen Daniel (Slawa swjatamu dlinnju knazju moskowskamu) voor gemengd koor (SATB) en orkest
- 1997: Hymne an den heiligen Adalbert voor gemengd koor (SATB) en orkest

### Solostemmen, koor en instrumentaal ensemble of orkest
- 1965-1966: Passio et mors Domini nostri Jesu Christi (secundum Lucam/ Lukas-Passion) voor sopraan, bariton, bas, spreker, jongerenkoor, 3 gemengde koren (SATB) en orkest; première: 30 maart 1966 in de Dom te Münster;
- 1967: Dies Irae - Oratorium ter nagedachtenis van de slachtoffers van Auschwitz, oratorium voor sopraan, tenor, bas, gemengd koor (SATB) en orkest:
  - I Lamentatio
  - II Apocalypsis
  - III Apotheosis
- 1970: Kosmogonia voor solostemmen (sopraan, tenor, bas), gemengd koor en orkest; opdrachtwerk van de secretaris-generaal van de Verenigde Naties ter gelegenheid van het 25-jarig bestaan (bild: uittreksel vanuit de schetsen);
- 1969-1970: Utrenja I (Grablegung Christi) voor soli (sopraan, alt, tenor, bas, basso profondo), 2 gemengde koren en orkest
- 1970-1971: Utrenja II (Auferstehung) voor soli (sopraan, alt, tenor, bas, basso profondo), jongenskoor, 2 gemengde koren en orkest
- 1973-1974: Magnificat voor bas-solo, vocaalensemble (7 mannenstemmen), 2 gemengde koren (te 24st.), jongenskoor en orkest:
  - I magnificat
  - II fuga
  - III et misericordia eius...
  - IV fecit potentiam
  - V passacaglia
  - IV sicut locutus est
  - VII gloria;
- 1979: Vorspiel, Visionen und Finale uit "Paradise Lost" voor 6 solisten, groot gemengd koor en orkest
- 1979-1980: Te Deum voor 4 solostemmen (sopraan-, mezzosopraan-, tenor-, bassolo), 2 gemengde koren en orkest
- 1980: Lacrimosa uit het Pools Requiem voor sopraansolo, gemengd koor en orkest
- 1980-1984: Pools Requiem voor vier solisten (SATB), gemengd koor en orkest (gerevideerd 1993)
- 1988: Twee scènes en finale uit de opera "Die schwarze Maske" voor sopraan, mezzosopraan, gemengd koor en orkest
- 1995: Agnus Dei voor vier soli, gemengd koor en orkest vanuit het "Requiem der Versöhnung" ter nagedachtenis aan de slachtoffers van de Tweede Wereldoorlog
- 1994 (?): Sanctus uit het Pools Requiem voor alt- en tenorsolo, gemengd koor en orkest;
- 1996: Seven Gates of Jerusalem voor 5 solostemmen (SSATB), spreker, 3 gemengde koren en orkest, opdrachtwerk van de Stad Jeruzalem, het Jerusalem Symphony Orchestra en het Symphonieorchester des Bayerischen Rundfunks ter gelegenheid van de 3000-jaar viering van Jerusalem (bild: uittreksel uit de partituur):
  - I Magnus Dominus et laudabilis nimis
  - II Si oblitus fuero tui, Jerusalem
  - III De profundis
  - IV Si oblitus fuero tui
  - Jerusalem
  - V Lauda, Jerusalem, Dominum (Psalm 147)
  - VI Ezechiel 37, 1-10
  - VII Haec dicit Dominus: Ecce ego do coram vobis viam vitae, et viam mortis
- 1997-1998: Credo voor 5 solostemmen (sopraan, mezzosopraan, alt, tenor, bas), kinderkoor, gemengd koor en orkest

### Kamermuziek
- 1953: Sonate voor viool en piano
- 1956: 3 miniature voor klarinet en piano;
- 1959: Miniature voor viool en piano;
- 1960: Strijkkwartet nr. 1 voor 2 violen, altviool en cello
- 1968: Capriccio per Siegfried Palm voor cello solo
- 1968: Strijkkwartet nr. 2 voor 2 violen, altviool en cello
- 1980: Capriccio voor tuba solo
- 1984: Cadenza voor altviool solo
- 1985-1986: Per Slava voor cello solo
- 1987: Prélude voor soloklarinet in bes
- 1988: Der unterbrochene Gedanke voor 2 violen, altviool en cello
- 1990-1991: Strijktrio voor viool, altviool en cello
- 1993: Kwartet voor klarinet, viool, altviool en cello
- 1994: Divertimento voor cello solo;
- 1999: Sonate voor viool en piano nr. 2;
- 2000: Sextet voor viool, altviool, cello, klarinet, hoorn en piano
- 2008: Strijkkwartet nr. 3 voor 2 violen, altviool en cello 'Leaves of an unwritten diary'

### Werken voor geluidsband
- 1961: Psalmus voor geluidsband
- 1972: Ekechejria - muziek voor de Olympische Spelen 1972 voor geluidsband - première 26 augustus 1972 in München voor de openingsceremonie van de XX. Olympische Spelen
- ????: Brigade of Death voor geluidsband

### Belangrijke onderscheidingen
Penderecki is eredoctor en ereprofessor van talrijke universiteiten:
- Georgetown University, Washington D.C.;
- Universiteit van Glasgow;
- Moskou Conservatorium P. I. Tsjaikovski;
- De universiteiten van Rochester, Bordeaux, Leuven, Belgrado, Madrid, Poznan en van het St. Olaf College, Northfield/Minn, Duquesne University, Pittsburgh (PA), St. Petersburg, Peking Conservatorium en de Yale School of Music.

Verder is hij erelid van de volgende academies en muziekgezelschappen:
- Royal Academy of Music (Londen),
- Accademia Nazionale di Santa Cecilia (Rome),
- Kungliga Musikaliska Akademien (Stockholm),
- Akademie der Künste (Berlijn),
- Academia Nacional de Bellas Artes (Buenos Aires).

## Publicaties
- Możliwość regeneracji sztuki jest dla mnie pewnikiem, Ruch Muzyczny 39:2-3 N1-2 1995